# 영동화력발전소

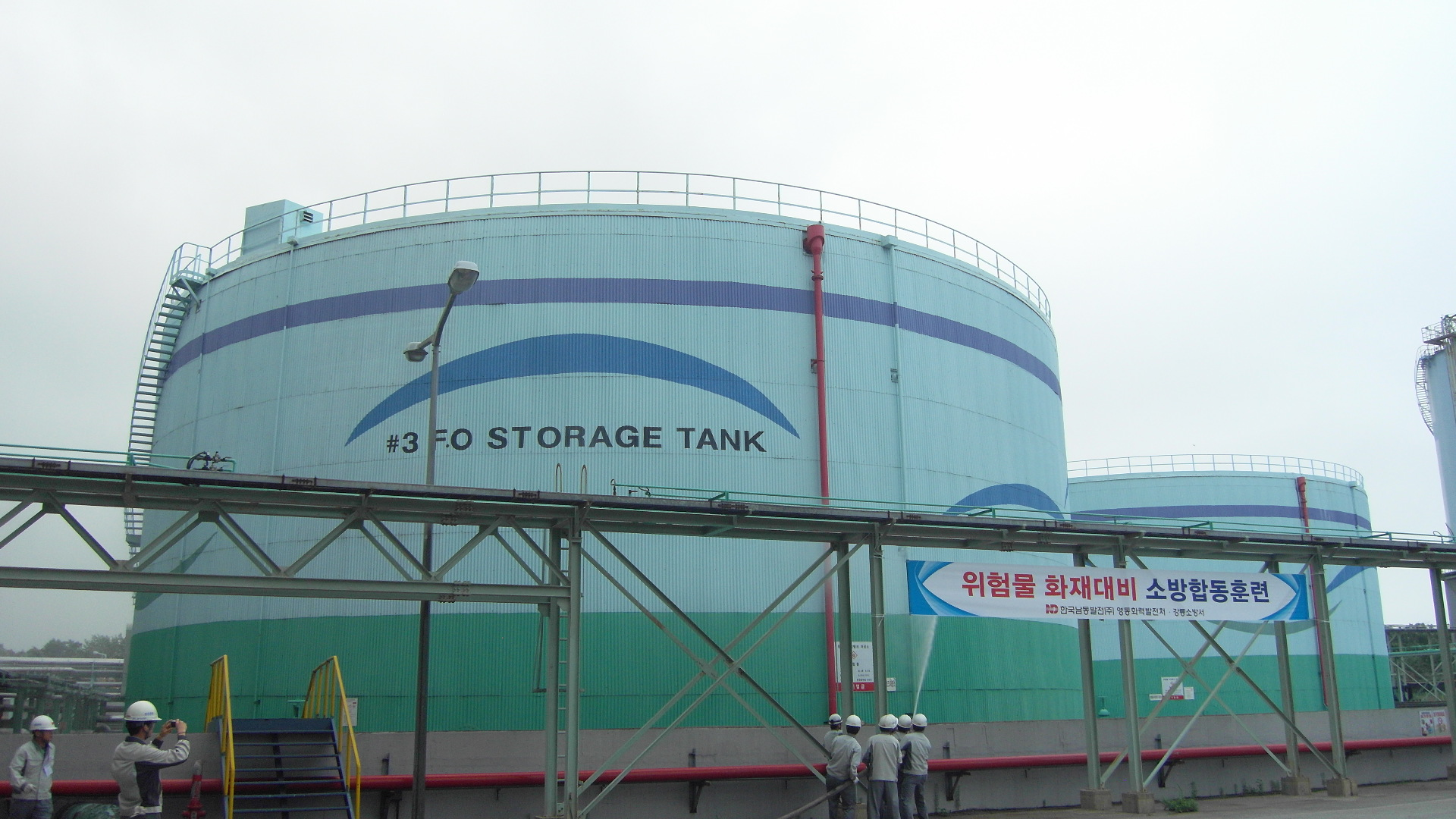
2011년 7월 25일 영동화력발전소 소방합동훈련

영동화력발전소(嶺東火力發電所)는 강원특별자치도 강릉시 강동면 안인리에 위치한 화력발전소로, 한국남동발전에서 운영하고 있다.

## 발전설비 현황[1]
| 발전방식      | 발전원        | 설비용량     | 설비용량     | 소계 (MW) |
| ------------- | ------------- | ------------ | ------------ | --------- |
| 기 력(폐지)   | 무연탄        | 2호기        | 200MW × 1기  | 200       |
| 신재생에너지  | 바이오매스    | 1호기        | 125MW × 1기  | 126.065   |
| 신재생에너지  | 태양광        | 1065kW × 1기 | 1065kW × 1기 | 126.065   |
| 설비용량 총계 | 설비용량 총계 | 126.065MW    | 126.065MW    | 126.065MW |

1호기는 2017년 바이오매스로 연료를 전환하였다.